# New Riegel
New Riegel – wieś w Stanach Zjednoczonych, w stanie Ohio, w hrabstwie Seneca.